# صونيا إبراهيم
صونيا إبراهيم (بالإنجليزية: Sonia Ibrahim)‏، هي مُمثلة غانية ذات أصول لُبنانية ليبيرية. رُشحت صونيا سنة 2013 للتنافُس على جائزة أفضل مُمثلة في دور رئيسي في حفل توزيع جوائز أفلام غانا لنفس السنة، وذلك عن دورها في فيلم «المُعجب رقم 1» (بالإنجليزية: Number One Fan)‏. صونيا إبراهيم، هي أُخت المُمثلة جولييت إبراهيم.